# 箭齒巨牙天竺鯛
箭齒巨牙天竺鯛（學名：Cheilodipterus lachneri），又稱箭齒巨齒天竺鯛，為輻鰭魚綱鈎頭魚目天竺鯛科巨牙天竺鯛屬下的一個種，分布於西印度洋紅海海域，深度4至50公尺，本魚體延長，呈長橢圓形，頭大、眼大、口大且斜裂，具犬齒，鋤骨和腭骨通常具齒，前鰓蓋骨邊緣具鋸齒，體被櫛鱗，體色棕灰色，帶有9-13條寬度和強度交替的深棕色條紋，尾柄中間有深褐色斑點，大於瞳孔大小，周圍有黃色斑點，尾部斑點和身體條紋後端之間有明顯的白色區域。第一背鰭的遠端部分呈黑色，其他魚鰭呈淡紅色，體長可達12公分，棲息在珊瑚礁，小群活動，肉食性，以小魚為食，繁殖期時，雄魚具有口孵習性，卵約7日化成仔魚，由雄魚吐出，具短暫的仔魚飄浮期，生活習性不明。